# Dunlop (formatge)
El Dunlop és un formatge suau de llet de vaca originari de Dunlop, a East Ayrshire (Escòcia). S'assembla a un cheddar suau en textura. Va decaure en popularitat algun temps després del final de la Segona Guerra Mundial, encara que actualment és apreciat pel seu valor en diverses receptes, i es consumeix sol o acompanyat amb una got de whisky.

## Història

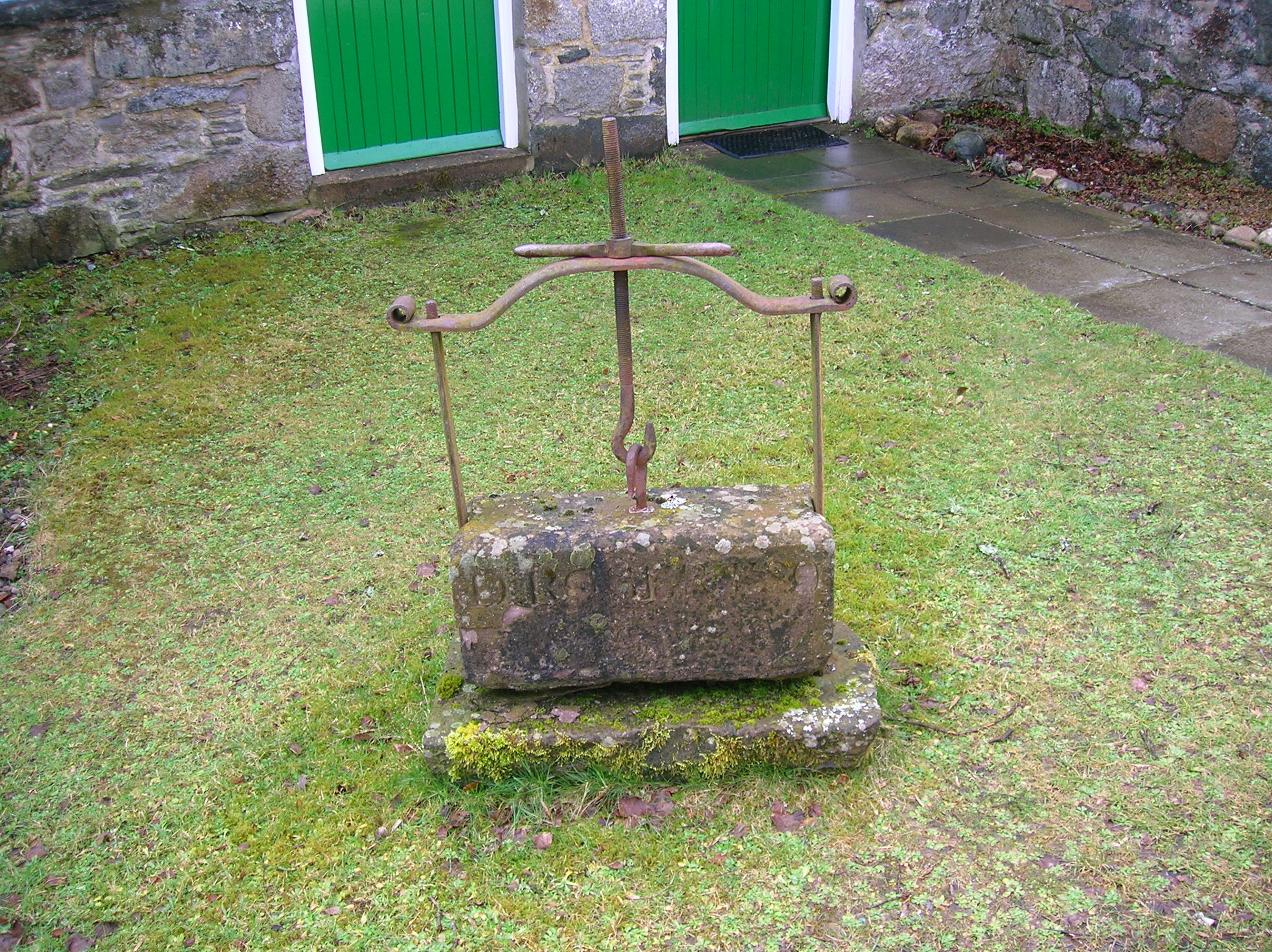
Una vella premsa de formatge a Kindrogan House, Strath Ardle.

A principis del segle xviii Barbara Gilmour va aconseguir elaborar un tipus de formatge desconegut fins llavors a Escòcia, fet amb llet sencera de vaca Ayrshire. El seu mètode va ser copiat pels seus veïns, naixent així el formatge Dunlop. S'ha suggerit que l'extensió del formatge a altres districtes es va deure en gran part a grangers que es van assentar en ells procedents de la parròquia de Dunlop. Fins i tot el propi William Cobbett va dir que era «igual en qualitat a qualsevol formatge de Cheshire, Gloucestershire o Wiltshire.»
Gilmour era gairebé una evangelista de la producció de formatge amb llet sencera (sense desnatar), i amb el seu caràcter sincer i enèrgic, va viatjar molt per ensenyar a fabricar el seu formatge Dunlop, estimulant així una demanda en tot el país. Aquesta demanda va animar als comerciants a visitar Cunninghame, comprar formatge Dunlop i vendre-ho per tot el centre dels Lowlands. Els mercaders de formatge locals de Kirktoun també ho compraven i ho portaven a Glasgow per vendre'ls als mercats.
El nou sistema per elaborar formatge va ser àmpliament copiat i es va estendre ràpidament a moltes regions de tota Escòcia a finals del segle xviii, fins i tot, on tradicionalment s'havien fabricat formatges de llet d'ovella. Sense haver-se usat una altra cosa que llet descremada per elaborar formatge en aquest districte anteriorment, tot el formatge elaborat de forma semblant als comtats occidentals rebien el nom de «Dunlop» i en 1837 l' Ayrshire Statistical Account registrava que 25.000 stones (uns 159.000 kg) es produïen anualment en aquesta parròquia.
El Dunlop és un formatge suau, dolç, amb sabor de mantega i una textura semitendra quan és jove, endurint-se després de diversos mesos d'envelliment. El formatge Dunlop és suau i té poc sabor quan es posa en motlles, necessitant de 6 a 12 mesos de curació. Per aconseguir el sabor lleuger i elegant i la seva peculiar aroma, el Dunlop ha de mantenir-se en un lloc sec, i voltejar-se freqüentment, ja que sofreix una lleugera fermentació que tira una mica per a dalt. Un inconvenient del Dunlop és que el seu competidor més director, el New Cheddar, en ser sec i dur, manté el seu pes mentre està emmagatzemat, i també està preparat abans per exhibir-se tallat.
Sovint s'usava sal dels salars de Saltcoats en la producció de formatge Dunlop, que contenia magnesi i sals d'Epson, la qual cosa li donava un sabor agradable i distintiu, fins al punt d'arribar a discutir-se si el formatge elaborat amb sal de mina importada més barata podia anomenar-se «Dunlop».
Històricament, el mal transport havia animat l'elaboració de mantega i de formatge a partir de llet fresca a causa de la seva naturalesa perible. No obstant això, quan el ferrocarril va aparèixer al segle xix els grangers van poder transportar i vendre la seva llet a un mercat major i va quedar molta menys llet disponible per elaborar formatge. Paterson registra en 1866 que el formatge Dunlop havia estat substituït en certa manera pel cheddar.
L'alt valor que es va concedir al formatge de Barbara Gilmour per rostir-lo fou molt confinat a Ayrshire, on un farl de coca de civada o un scone fi untat amb formatge rostit, i un bol de llet, sèrum, te o aigua freda, constituïen un saborós i substancios menjar, evitant en moltes famílies l'ús de la cansalada per esmorzar. La majoria de la població britànica només menjava el formatge «cru» amb una llesca de pa, normalment untada amb mostassa, i acompanyat amb la inevitable gerra de cervesa. Per a aquest fi el cheddar curat i el formatge americà curat i salat eren els preferits. Això despertava la set, exigint cervesa.

## Producció actual
La producció local de formatge Dunlop va cessar sobre 1940, i només ha estat esporàdica des de la Segona Guerra Mundial. No obstant això, el Dunlop i altres formatge són actualment elaborats per West Clerkland Farm just als afores de Stewarton en Dunlop Road, i també a Arran, Islay i altres llocs.